# Geronimo Black
Geronimo Black war eine US-amerikanische Hardrockband. Sie wurde 1970 von dem ehemaligen Mothers-of-Invention-Mitglied Jimmy Carl Black gegründet, nachdem Frank Zappa die Mothers aufgelöst hatte. Black benannte die Band, die nur knapp drei Jahre bestand, nach seinem ältesten Sohn. Dieser griff den Bandnamen im Jahr 2003 wieder auf, als er die Gruppe „Geronimo Black II“ gründete.

## Bandgeschichte
Kopf der sechsköpfigen Band war Jimmy Carl Black. Von den Mothers her als Schlagzeuger bekannt, war er in der ersten Geronimo-Black-Besetzung Leadsänger der Gruppe. Ex-Mothers-Mitglied Bunk Gardner spielte Saxophon, Flöte und Keyboards. Der Gruppe gehörten außerdem Andy Cahan (Schlagzeug, Klavier), Denny Walley (E-Gitarre, Gesang), Tom Leavy (E-Bass, Gesang) und Ex-Love-Mitglied Tjay Contrelli (Tenor- und Baritonsaxophon) an. In einer späteren Besetzung saß Jimmy Carl Black am Schlagzeug, während Andy Cahan Perkussion und Keyboards spielte. Die Gruppe absolvierte im Raum Los Angeles zunächst knapp zwei Jahre lang etliche Auftritte. Das Repertoire bildeten Eigenkompositionen; alle Mitglieder der Gruppe trugen dazu bei.
Im Jahr 1972 unterzeichnete Geronimo Black einen Schallplattenvertrag mit dem Plattenlabel MCA-Records. Für die Aufnahmen holte Black mit Buzz Gardner (Kornett) ein weiteres Ex-Mothers-Mitglied ins Studio. Außerdem waren Arno Nuefeld (Geige), Samuel Cytron (Geige), Phil Goldberg (Viola), Nat Gershman (Cello) und Scott Page (Oboe) an den Sessions beteiligt. Als Backgroundsänger wirkte Keith Olson mit, der Produzent des Albums. In dieser Funktion wurde er später weltberühmt. Produktionen für Fleetwood Mac, Santana oder Whitesnake – um nur einige zu nennen – brachten ihm viele Gold- und Platin-Auszeichnungen ein.
Das Album erschien noch im selben Jahr unter dem Titel Geronimo Black. Es enthält neun Songs des Hardrock-Genres, die durch ihren – aus damaliger Sicht – vielfältigen, gelegentlich experimentellen Klang „überraschen“. Auch eine Single-Auskoppelung mit den Songs Let us live und ’59 chevy wurde herausgebracht. Doch die überwiegend positiven Kritiken verhallten, möglicherweise, „weil die Promotion nicht war, was sie hätte sein sollen“, wie Jimmy Carl Black auf seiner Homepage mutmaßt. Kurz nach der Veröffentlichung des Albums löste sich Geronimo Black auf.

## Nachklang

### Posthumes Album
Gleichwohl erschien 1980 unter dem Titel Welcome Back noch ein zweites Album. Es enthält jedoch keine „neuen“ Aufnahmen, sondern nur Material, welches seit den Aufnahmesitzungen der Jahre 1971 und 1972 noch im Archiv schlummerte. Auch dieses Album enthält neun Rocksongs. Es wurde wiederum mit etlichen Gastmusikern eingespielt, von denen James Harmon (Mundharmonika), Jerry McGee (Gitarre), Meatball (Schlagzeug) und Joe Lala (Perkussion) die Unbekannteren sind. Was jedoch das Album bemerkenswert machte, war die Beteiligung dreier weiterer Gäste: Ray Collins (Gesang), Buzz Gardner (Trompete), und Don Preston (Synthesizer). Diese waren ebenso Ex-Mothers-Mitglieder wie Jimmy Carl Black und Bunk Gardner aus der Geronimo-Stammbesetzung. Und: Denny Walley spielte in den 1970er und 1980er Jahren ebenfalls für und mit Frank Zappa.

### Initialzündung
Der Umstand, dass sechs Musiker aus dem Zappa-/Mothers-Umfeld auf dem Album dieser Band vereinigt waren, brachte Don Preston, Jimmy Carl Black und Bunk Gardner schließlich auf die Idee für ein musikalisches Projekt. Sie setzten es noch im selben Jahr in die Tat um und gründeten die Gruppe The Grandmothers – eine Band, die neben eigenen Kompositionen auch Songs der frühen Mothers of Invention spielte.

### Geronimo Black II
Im Jahr 2003 erschien auf Jimmy Carl Blacks Plattenlabel „Inkanish Records“ ein weiteres Album mit dem Titel Geronimo Black. Der Namenspate der ursprünglichen Band – Jimmys E-Gitarre spielender Sohn Geronimo – hatte inzwischen seine eigene Gruppe „Geronimo Black II“ gegründet, in der seine beiden Brüder James D. Black (Schlagzeug) und Gary Black (Perkussion) sowie Bob Braxton (E-Bass) und James Chaffee (Gesang) mitspielten. Das Debütalbum bietet knallharten Texasrock.

## Diskografie
- Geronimo Black – 1972
- Let Us Live / ’59 Chevy – 1972 (Single)
- Welcome Back – 1980[3]